# Allotinus ancius
Allotinus ancius är en fjärilsart som beskrevs av Hans Fruhstorfer 1913. Allotinus ancius ingår i släktet Allotinus och familjen juvelvingar. Inga underarter finns listade i Catalogue of Life.